# Hell Fest
Hell Fest è un film del 2018 diretto da Gregory Plotkin con Amy Forsyth, Bex Taylor-Klaus.
La pellicola segue un gruppo di adolescenti che viene inseguito da un serial killer, all'interno di un parco a tema horror.
Distribuito negli Stati Uniti il 28 settembre 2018, è stato accolto negativamente dalla critica ed ha incassato $13 milioni.

## Trama
Hell Fest viene presentato come un parco a tema horror che viaggia attraverso il paese durante la stagione di Halloween. Una ragazza di Cincinnati è stata separata dal suo gruppo durante il giro di uno dei labirinti. Lì si trova di fronte a una figura mascherata nota come "L'Altro". La ragazza riconosce l'Altro come un uomo che ha seguito lei e il suo gruppo di amici per tutta la notte. L'altro attacca la ragazza, accoltellandola all'intestino prima di impiccarla. Il cadavere della ragazza sembra confondersi con gli altri corpi di scena.
Successivamente viene mostrato che Natalie arriva al suo ex appartamento dove risiede ancora la sua migliore amica, Brooke. Mentre la visita, è delusa dal sapere che Taylor, un' ex compagna di classe, con cui Natalie non andava d'accordo, vive con lei. Sebbene la visita di Natalie fosse pianificata, Brooke ha dimostrato di essere stata incerta sul fatto che sarebbe effettivamente arrivata siccome era stata lontana di recente a causa della scuola e del lavoro. Brooke e Taylor hanno organizzato una visita a Hell Fest con Quinn, il fidanzato di Brooke, il fidanzato di Taylor, Asher, e il loro rispettivo amico Gavin che è attratto da Natalie.
Il gruppo si incontra all'Hell Fest, dove Gavin dà a tutti i polsini VIP in modo che possano saltare le file. Allo stesso tempo, l'Altro arriva indossando stivali logori in acciaio. L'uomo nota che una ragazza di nome Kaylen insulta un lavoratore nel parco dei divertimenti. Quando la ragazza si avvicina a lui, accusandolo di non essere spaventoso, la bersaglia, rubando un coltello da un operaio che produce coni di neve. Il gruppo arriva in un labirinto infestato dove Natalie viene separata dai ragazzi. Mentre Natalie sta per finire il labirinto, Kaylen appare, disordinata e spaventata, mentre dice a Natalie che un uomo la insegue. Natalie pensa che faccia parte dell'esperienza del parco mentre l'Altro arriva alla ricerca di Kaylen.
L'Altro pone gli occhi su Natalie, che lo ritiene non spaventoso prima di rivelare la posizione di Kaylen. L'Altro trascina Kaylen dal suo nascondiglio e la tiene ferma in vista della ragazza. Brooke e Taylor decidono di uscire mentre Natalie sceglie di restare. Kaylen lotta ma viene pugnalata allo stomaco e uccisa. Natalie nota che l'omicidio sembra molto reale e rimane turbata. Dopo essersi incontrata di nuovo con i suoi amici, si gira e nota che l'Altro li sta guardando. Lei lo nota parecchie volte, lamentandosi con le sue amiche di essere stalkerata. Il gruppo la liquida come una scemenza, fino a quando Brooke riesce a vedere l'uomo rubare alcune foto da una cabina fotografica dove Gavin e Natalie si stavano baciando.
Il gruppo crede che l'uomo li abbia lasciati soli e decidono di entrare nella terra dei morti del parco, che è descritta come più intensa della normale area di Hell Fest. Gavin sceglie di restare indietro per ottenere un premio per Natalie, scegliendo di rubare un premio dagli armadietti dei dipendenti. Gavin viene messo all'angolo dall'Altro che procede a distruggere la sua testa con un martello. L'Altro ruba il cellulare di Gavin e lo usa per mandare messaggi a Natalie. Gli amici entrano nella terra dei morti dove apprendono che la maschera indossata dall'Altro è in effetti una maschera indossata da molti impiegati nell'area. Natalie, Brooke e Taylor decidono di entrare in un labirinto mentre Asher e Quinn scelgono di entrare in un altro.
Nel labirinto Natalie è quasi messa all'angolo dall'Altro ma riesce a fuggire. Nel frattempo Asher e Quinn sono separati nel loro labirinto. L'Altro trova e attacca Asher e, dopo una breve lotta, trafigge Asher negli occhi con una siringa. Il gruppo è distratto dalla scomparsa di Asher da un impiegato che spruzza Natalie con una melma. Natalie si pulisce nel bagno con Brooke. Lì, le due sono d'accordo sul fatto che hanno lasciato che la loro amicizia si indebolisse e decidono di andare in Spagna dopo la stagione di Halloween. Brooke lascia da sola Natalie per finire di ripulirsi. Lì Natalie scrive a Gavin solo per sentire il suo cellulare in una cabina vicina. Scrive di nuovo solo per sentire la stessa notifica provenire da lì. L'Altro blocca Natalie in una cabina del bagno, e la spaventa prendendo a pugni la porta, prima di entrare in un'altra cabina adiacente e attaccarla dall'alto.
Natalie fugge e con l'aiuto di Brooke mette in guardia la sicurezza. La guardia di sicurezza respinge gli attacchi come parte dell'esperienza del parco e sostiene che Gavin sia solo rimasto vittima di uno scherzo. Brooke, ora credendo a Natalie, accetta di avvertire Quinn e Taylor del pericolo. Arrivano troppo tardi anche se Taylor si è offerta volontaria di essere "decapitata" di fronte a una folla in diretta tramite ghigliottina. Come parte dello spettacolo, il performer ha un collega noto come "il boia" che trattiene Taylor nella ghigliottina. Natalie riconosce gli stivali di acciaio consumati del killer, dall'attacco del bagno indossati dal boia. Tenta di avvertire Taylor ma viene fermata dalla sicurezza. La lama della ghigliottina si sgancia e "decapita" Taylor, anche se è chiaramente tutto per lo show e Taylor si dimostra a posto. La sicurezza rimprovera Natalie mentre le tende si chiudono lasciando Taylor da sola e trattenuta dal boia.
Il boia stringe forzatamente Taylor in modo che il suo collo resti esposto alla ghigliottina prima di rivelarsi l'Altro. L'uomo lascia cadere la lama, ma poiché è smussata, lacera semplicemente la parte posteriore del collo di Taylor. Taylor è in grado di sbloccare le sue cinghie e a fuggire dopo che la leva della ghigliottina si è inceppata. Taylor attraversa la folla in fuga, correndo dal gruppo. Quinn la nota e la segue e viene a sua volta seguito da Natalie, Brooke e dalle guardie di sicurezza. Pensando che Taylor e l'Altro siano impiegati, un frequentatore del parco ferma Taylor durante la sua fuga e la spinge nella presa dell'Altro, dove le taglia la guancia con un coltello prima di pugnalarla allo stomaco. Mentre la sta attaccando, Quinn affronta l'Altro ma viene pugnalato due volte. Brooke è sconvolta mentre guarda i suoi amici morire ma Natalie la spinge a scappare.
Il parco è chiuso mentre la sicurezza contatta la polizia, ora consapevoli del pericolo reale. Brooke e Natalie scambiano l'ultimo labirinto più intenso del parco intitolato "Hell" per l'uscita e restano intrappolate dopo che l'Altro le aveva seguite e chiuse dentro. Rendendosi conto che devono attraversare il labirinto per scappare, sia Natalie che Brooke sono ferite dall'Altro. Le ragazze sono separate e mentre l'uomo tenta di uccidere Brooke, Natalie li localizza e lo pugnala. Con l'Altro ferito, Natalie e Brooke arrivano all'uscita dove la polizia le stava aspettando.
Sebbene siano al sicuro nella custodia della polizia, le ragazze scoprono che l'Altro è fuggito. Viene successivamente mostrata un'auto che entra in una casa di periferia, mentre le notizie confermano gli omicidi (annunciando che quattro delle vittime sono state uccise) e le loro connessioni con la scena di apertura. L'auto viene mostrata come guidata dall'Altro. L'Altro poi entra nel soggiorno della casa dove dorme una ragazza. La ragazza si sveglia e allegramente saluta l'uomo (il cui volto non viene mai mostrato) dicendo "Papà". Chiede poi se lui ha qualcosa per lei, e lui le mostra un peluche che Asher aveva vinto per Taylor.

## Produzione
Il film è stato annunciato nell'aprile del 2017. Le riprese sono iniziate ad Atlanta, in Georgia nel febbraio del 2018 e sono terminate il 13 aprile dello stesso anno.

## Promozione
Il teaser trailer originale del film è stato pubblicato il 17 luglio 2018, mentre quello italiano è stato pubblicato il 21 settembre.

## Distribuzione
Il film è stato distribuito nelle sale cinematografiche statunitensi il 28 settembre 2018 dalla CBS Films e dalla Lions Gate Entertainment, mentre in quelle italiane il 31 ottobre dello stesso anno dalla Notorious Pictures.

## Accoglienza

### Incassi
A partire dal 31 ottobre 2018, Hell Fest ha incassato $11,1 milioni negli Stati Uniti e in Canada e $2,6 milioni in altri territori, per un totale mondiale di $13,7 milioni, contro un budget di produzione di $5,5 milioni.
Negli Stati Uniti e in Canada, il film è stato distribuito insieme a Smallfoot - Il mio amico delle nevi, La scuola serale e Little Women, ed è stato progettato per incassare $5–7 milioni da 2.293 sale nel suo weekend di apertura. Il film ha incassato $2 milioni il primo giorno, compresi $435.000 dalle anteprime del giovedì sera. Ha continuato a debuttare a $5,1 milioni, chiudendo sesto al botteghino. È sceso del 60% a $2,1 milioni nel suo secondo fine settimana, concludendo ottavo.

### Critica
Il film è stato accolto negativamente dalla critica. Sull'aggregatore di recensioni Rotten Tomatoes ha un indice di gradimento del 40% con un voto medio di 4,9 su 10, basato su 43 recensioni. Il commento consensuale del sito recita: "Hell Fest potrebbe dare ai fan dell'horror meno esigenti alcuni motivi decenti per urlare, ma non è né intelligente né abbastanza terrificante da lasciare una grande impressione". Su Metacritic, invece ha un punteggio di 25 su 100, basato su 10 recensioni.
Il pubblico intervistato da CinemaScore ha dato al film un voto medio di "C" su una scala da A + a F, mentre PostTrak ha dato 2 stelle su 5.
Nick Allen di RogerEbert.com ha stroncato il film scrivendo: "Hell Fest è un film piuttosto brutto che rappresenta un ottimo caso per ulteriori tagli ai parchi a tema dell'horror". Keith Uhlich, scrivendo per l'Hollywood Reporter, ha commentato dicendo "Hai visto tutto prima, e meglio".